# Reine Brynolfsson
Reine Brynolfsson, né le 15 janvier 1953 à Göteborg est un acteur suédois.

## Filmographie partielle
- 1985 : Ofelia kommer til byen de Jon Bang Carlsen
- 1986 : Le Chemin du serpent de Bo Widerberg
- 1988 : L'Ombre du corbeau de Hrafn Gunnlaugsson
- 1998 : Les Misérables de Bille August
- 2001 : Sprängaren de Colin Nutley
- 2003 : Kitchen Stories de Bent Hamer
- 2003 : Paradiset de Colin Nutley
- Depuis 2020 : Love & Anarchy (Kärlek & Anarki) (série TV)
- 2020 : Enfer blanc (Tunn is) (série TV)